# Catinia aiso
Catinia aiso is een eenoogkreeftjessoort uit de familie van de Catiniidae. De wetenschappelijke naam van de soort is voor het eerst geldig gepubliceerd in 2005 door Kihara, Rocha & Santos.